# Vondevogel

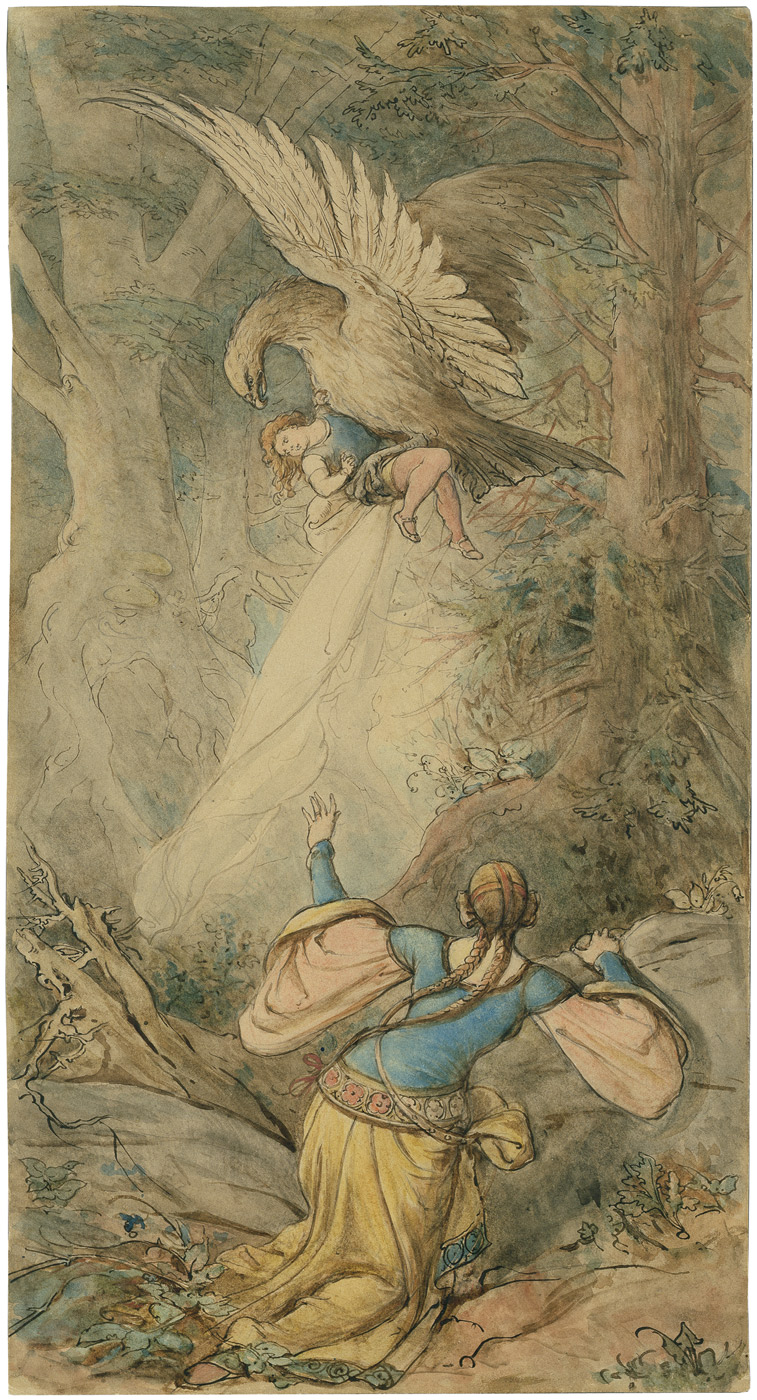
Vondevogel

Vondevogel is een sprookje uit Kinder- und Hausmärchen, de verzameling van de gebroeders Grimm, met als nummer KHM51. De oorspronkelijke naam is Fundevogel.

## Het verhaal
Een boswachter hoort in het bos iemand huilen en hij vindt in een hoge boom een klein kind. De moeder is onder de boom in slaap gevallen en een roofvogel heeft het kind in de boom geplaatst. De boswachter haalt het kind naar beneden en wil dit samen met zijn Leentje grootbrengen. De twee kinderen groeien samen op en het kind dat in de boom werd gevonden, wordt Vondevogel genoemd. De keukenmeid Sanne gaat water halen bij de waterput en Leentje vraagt waarom ze dit doet. Sanne vertelt dat ze de volgende dag Vondevogel wil koken als de boswachter weg is.
Leentje en Vondevogel zijn erg gesteld op elkaar, ze zijn verdrietig als ze gescheiden zijn. Leentje vertelt Vondevogel dan ook wat ze heeft gehoord en ze gaan er samen vandoor. Als het water kookt, gaat Sanne naar de slaapkamer van de beide kinderen. Ze wordt bang als ze ziet dat zij weg zijn en ze stuurt drie knechten achter hen aan. Leentje en Vondevogel zien de drie knechten naderen en Vondevogel verandert in een rozenstruikje en Leentje wordt een roosje dat eraan groeit. Als Sanne hoort wat er is gebeurd, zegt ze dat de drie knechten het rozenstruikje hadden moeten omhakken.
Vondevogel verandert dan in een kerk en Leentje wordt de kroonluchter die er in hangt. Sanne vraagt zich af waarom de mannen de kerk niet hebben afgebroken en de kroonluchter mee terug hebben genomen. Ze gaat zelf achter de meisjes aan met de drie knechten, maar de meisjes zien hen weer aankomen. Vondevogel wordt een vijver en Leentje een eend die er in zwemt. De keukenmeid buigt voorover om de vijver leeg te drinken, maar dan pakt de eend haar en duwt haar het water in. De oude heks verdrinkt en de kinderen gaan gelukkig naar huis, als ze niet gestorven zijn dan leven ze nu nog.

## Achtergronden bij het verhaal
- Het sprookje komt uit Hessen.
- Vroeger was er vaker melding van vogels die kinderen stalen. De mythische betekenis komt uit sprookjes en heldensagen, een beroemde held stamt soms van een vogel af.
- De boswachter wordt wel gezien als de wijze, die het pad in het bos (het leven) kent.
- De drie gedaanteverwisselingen horen bij elkaar.
- Driemaal een gedaanteverwisseling op de vlucht, komt ook voor in Vrijer Roland (KHM56), De waternimf (KHM79) en De stukgedanste schoentjes (KHM133).
- Vergelijkbaar zijn de sprookjes Broertje en zusje (KHM11), Van de wachtelboom (KHM47), De waternimf (KHM79), De witte en de zwarte bruid (KHM135), Het lammetje en het visje (KHM141) en De twee koningskinderen (KHM113).